# Rampura Phul
Rampura Phul è una città dell'India di 42.820 abitanti, situata nel distretto di Bathinda, nello stato federato del Punjab. In base al numero di abitanti la città rientra nella classe III (da 20.000 a 49.999 persone).

## Geografia fisica
La città è situata a 30° 16' 55 N e 75° 14' 36 E.

## Società

### Evoluzione demografica
Al censimento del 2001 la popolazione di Rampura Phul assommava a 42.820 persone, delle quali 22.758 maschi e 20.062 femmine. I bambini di età inferiore o uguale ai sei anni assommavano a 5.021, dei quali 2.846 maschi e 2.175 femmine. Infine, coloro che erano in grado di saper almeno leggere e scrivere erano 28.126, dei quali 15.968 maschi e 12.158 femmine.